# Saint-Andéol-de-Vals
Pour les articles homonymes, voir Saint-Andéol.
Saint-Andéol-de-Vals est une commune française située dans le département de l'Ardèche, en région Auvergne-Rhône-Alpes.
Ses habitants sont appelés les Saint-Andéolais.

## Géographie

### Situation
Saint-Andéol-de-Vals se place sur les hauteurs de Vals-les-Bains et à proximité d'Aubenas. Saint-Andéol-de-Vals est un village de caractère au pied de la montagne ardéchoise.

### Climat
Pour des articles plus généraux, voir Climat d'Auvergne-Rhône-Alpes et Climat de l'Ardèche.
En 2010, le climat de la commune est de type climat méditerranéen franc, selon une étude du CNRS s'appuyant sur une série de données couvrant la période 1971-2000. En 2020, Météo-France publie une typologie des climats de la France métropolitaine dans laquelle la commune est exposée à un climat de montagne ou de marges de montagne et est dans une zone de transition entre les régions climatiques « Provence, Languedoc-Roussillon » et « Sud-est du Massif Central ».
Pour la période 1971-2000, la température annuelle moyenne est de 11,5 °C, avec une amplitude thermique annuelle de 17,3 °C. Le cumul annuel moyen de précipitations est de 1 310 mm, avec 7,8 jours de précipitations en janvier et 4,8 jours en juillet. Pour la période 1991-2020, la température moyenne annuelle observée sur la station météorologique de Météo-France la plus proche, dans la commune de Vals-les-Bains à 4 km à vol d'oiseau, est de 13,5 °C et le cumul annuel moyen de précipitations est de 1 250,4 mm,. Pour l'avenir, les paramètres climatiques de la commune estimés pour 2050 selon différents scénarios d'émission de gaz à effet de serre sont consultables sur un site dédié publié par Météo-France en novembre 2022.

### Hydrographie
Le territoire communal est traversé par de nombreux cours d'eau dont la Boulogne le Sandron, long de 18,1 km et le Luol, tous deux affluents de l'Ardèche.

### Voies de communication
Le territoire communal est traversé par les routes départementale 218 et 257 (RD 218 et RD 257).

## Urbanisme

### Typologie
Au 1er janvier 2024, Saint-Andéol-de-Vals est catégorisée commune rurale à habitat dispersé, selon la nouvelle grille communale de densité à 7 niveaux définie par l'Insee en 2022.
Elle est située hors unité urbaine. Par ailleurs la commune fait partie de l'aire d'attraction d'Aubenas, dont elle est une commune de la couronne,. Cette aire, qui regroupe 68 communes, est catégorisée dans les aires de 50 000 à moins de 200 000 habitants,.

### Occupation des sols
L'occupation des sols de la commune, telle qu'elle ressort de la base de données européenne d’occupation biophysique des sols Corine Land Cover (CLC), est marquée par l'importance des forêts et milieux semi-naturels (81,8 % en 2018), en diminution par rapport à 1990 (83 %). La répartition détaillée en 2018 est la suivante : 
forêts (69,4 %), milieux à végétation arbustive et/ou herbacée (12,4 %), prairies (12,1 %), zones agricoles hétérogènes (6 %), zones urbanisées (0,1 %).
L'évolution de l’occupation des sols de la commune et de ses infrastructures peut être observée sur les différentes représentations cartographiques du territoire : la carte de Cassini (XVIIIe siècle), la carte d'état-major (1820-1866) et les cartes ou photos aériennes de l'IGN pour la période actuelle (1950 à aujourd'hui).

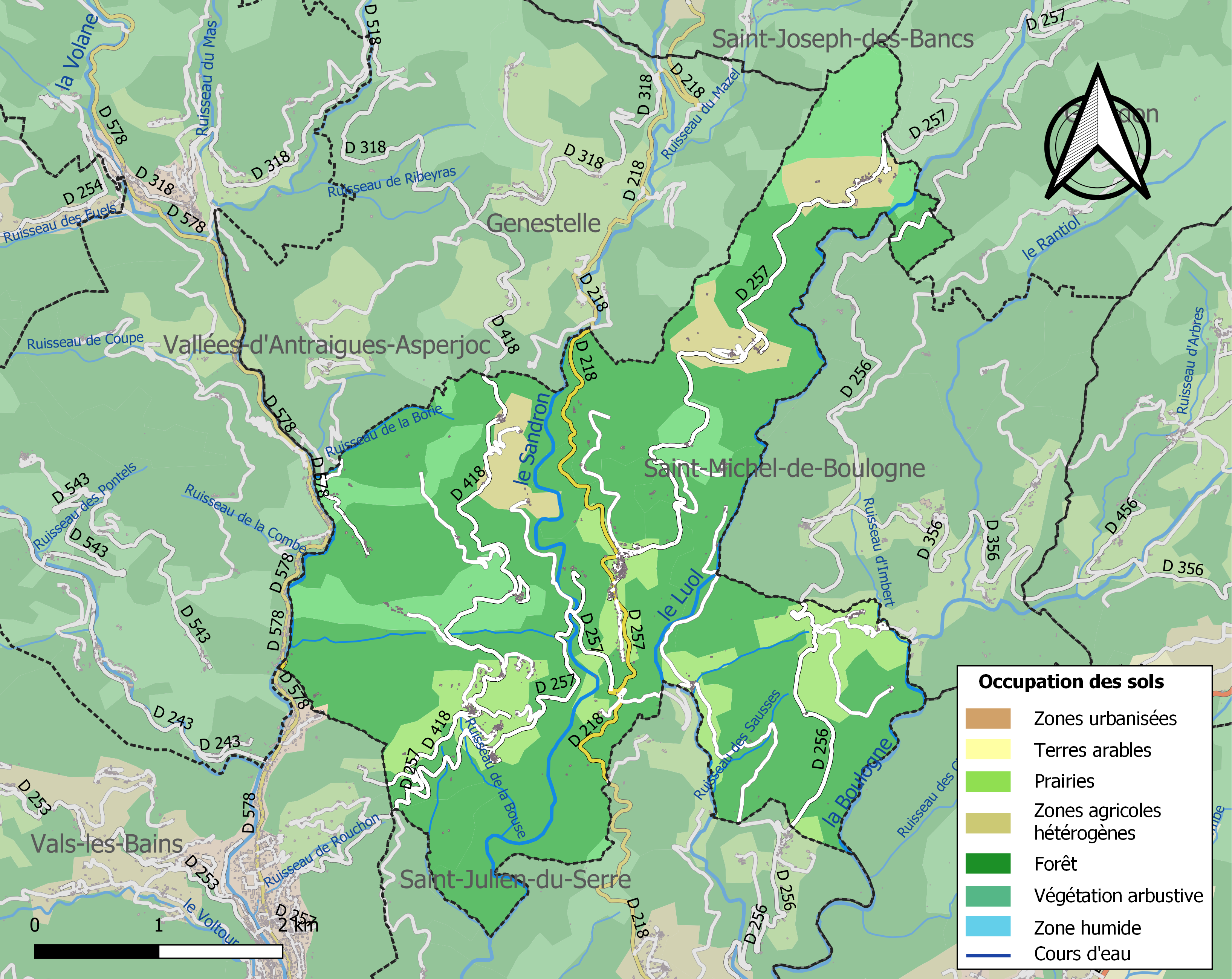
Carte des infrastructures et de l'occupation des sols de la commune en 2018 (CLC).

## Histoire
Ce bourg avec sa rue principale, ses calades et ses maisons anciennes a été bâti autour d’un prieuré vers le VIIIe siècle sur la crête située entre deux rivières, le Sandron et l’Oise.
La commune était anciennement dénommée Saint-Andéol-de-Bourlenc. Elle devient Saint-Andéol-de-Vals par décret du 22 novembre 1923.

## Politique et administration

### Liste des maires
| Période                                  | Période   | Identité            | Étiquette | Qualité                    |
| ---------------------------------------- | --------- | ------------------- | --------- | -------------------------- |
| mars 2001                                | mars 2008 | Joseph Chastelliere |           |                            |
| mars 2008                                | 2014      | Christian Teyssier  |           |                            |
| 2014                                     | mai 2020  | Bernard Meiss       |           | Retraité de l'enseignement |
| mai 2020                                 | en cours  | David Marijon       |           | Technicien                 |
| Les données manquantes sont à compléter. |           |                     |           |                            |

## Population et société

### Démographie
L'évolution du nombre d'habitants est connue à travers les recensements de la population effectués dans la commune depuis 1793. Pour les communes de moins de 10 000 habitants, une enquête de recensement portant sur toute la population est réalisée tous les cinq ans, les populations de référence des années intermédiaires étant quant à elles estimées par interpolation ou extrapolation. Pour la commune, le premier recensement exhaustif entrant dans le cadre du nouveau dispositif a été réalisé en 2007.

En 2022, la commune comptait 529 habitants, en évolution de −0,38 % par rapport à 2016 (Ardèche : +2,48 %, France hors Mayotte : +2,11 %).
| 1793  | 1800  | 1806  | 1821  | 1831  | 1836  | 1841  | 1846  | 1851  |
| ----- | ----- | ----- | ----- | ----- | ----- | ----- | ----- | ----- |
| 1 039 | 1 182 | 1 231 | 1 364 | 1 514 | 1 590 | 1 594 | 1 692 | 1 577 |

| 1856  | 1861  | 1866  | 1872  | 1876  | 1881  | 1886  | 1891  | 1896  |
| ----- | ----- | ----- | ----- | ----- | ----- | ----- | ----- | ----- |
| 1 575 | 1 510 | 1 510 | 1 420 | 1 506 | 1 504 | 1 510 | 1 513 | 1 536 |

| 1901  | 1906  | 1911  | 1921 | 1926 | 1931 | 1936 | 1946 | 1954 |
| ----- | ----- | ----- | ---- | ---- | ---- | ---- | ---- | ---- |
| 1 525 | 1 329 | 1 124 | 947  | 865  | 762  | 700  | 613  | 532  |

| 1962 | 1968 | 1975 | 1982 | 1990 | 1999 | 2006 | 2007 | 2012 |
| ---- | ---- | ---- | ---- | ---- | ---- | ---- | ---- | ---- |
| 446  | 362  | 345  | 391  | 413  | 437  | 525  | 538  | 536  |

| 2017 | 2022 | - | - | - | - | - | - | - |
| ---- | ---- | - | - | - | - | - | - | - |
| 526  | 529  | - | - | - | - | - | - | - |

### Manifestations culturelles et festivités
- Fête du 14-Juillet organisée par le club des jeunes.
- Fête votive, le deuxième week-end du mois d'août, organisée par l'association Altitude 500.

### Sports et loisirs
- Un terrain omnisports permet principalement la pratique du tennis.
- Des sentiers de randonnée balisés sont proposés permettant de découvrir la beauté des paysages et du patrimoine bâti.
- « La cascade » sur le Sandron est le principal lieu de baignade de Saint-Andéol.

### Enseignement
Saint-Andéol-de-Vals est rattachée à l'académie de Grenoble.

### Médias
La commune est située dans la zone de distribution de deux organes de la presse écrite :
- L'Hebdo de l'Ardèche

Il s'agit d'un journal hebdomadaire français basé à Valence et couvrant l'actualité de tout le département de l'Ardèche.
- Le Dauphiné libéré

Il s'agit d'un journal quotidien de la presse écrite française régionale distribué dans la plupart des départements de l'ancienne région Rhône-Alpes, notamment l'Ardèche. La commune est située dans la zone d'édition de Privas - Aubenas.

### Vie associative
De nombreuses associations sont présentes dans la commune comme : SAVA (Saint-Andéol-de-Vals Animation) qui a notamment un groupe de randonneurs affilié à la Fédération française de randonnée, « Au bénéfice du jeu », association qui organise pour petits et grands des après-midi, soirées, journées avec jeux divers (de société, de cartes…), Les Amis de Saint-Andéol qui ont entre autres permis en 2005 la création d'un four à pain communal (chauffage au bois), mis en route à l'intention des habitants chaque premier samedi du mois…

### Cultes
La communauté catholique et l'église paroissiale (propriété de la commune) de Saint-Andéol-de-Vals sont rattachées à la paroisse Saint Roch en Pays de Vals qui, elle-même, dépend du diocèse de Viviers.

## Économie
- Un récent[Quand ?] multicommerce permet aux habitants de disposer de tout ce dont ils ont besoin (alimentation, tabac, bar).

## Culture locale et patrimoine

### Patrimoine religieux
- L'église Saint-Andéol de style néo-roman, qui date du XVIIe siècle, abrite des fresques classées et une statue de saint Andéol, qui n'a pas perdu son livre contrairement à celle de Bourg-Saint-Andéol (cf. Représentations de saint Andéol : tableaux et statues).

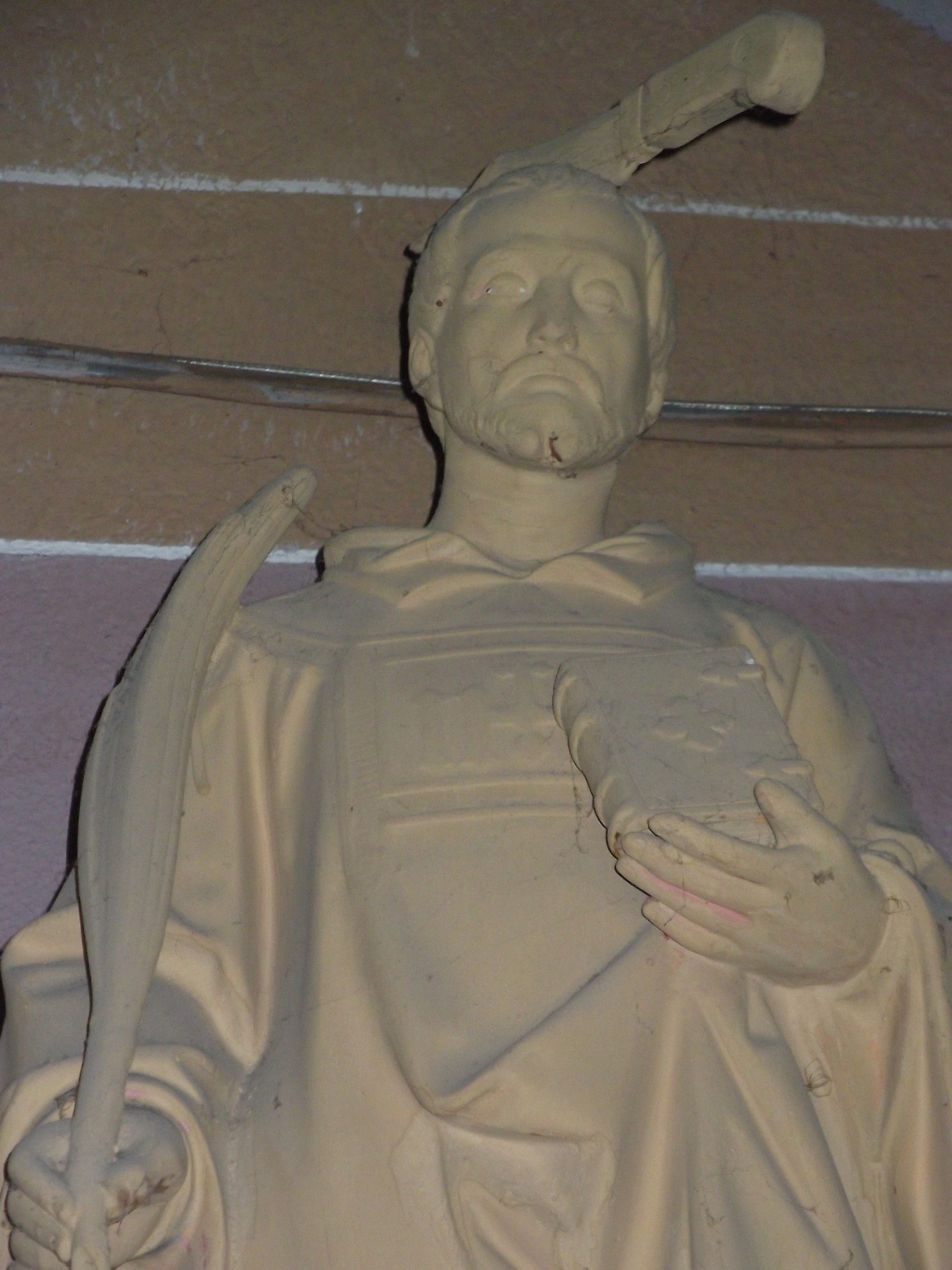
Statue de saint Andéol.
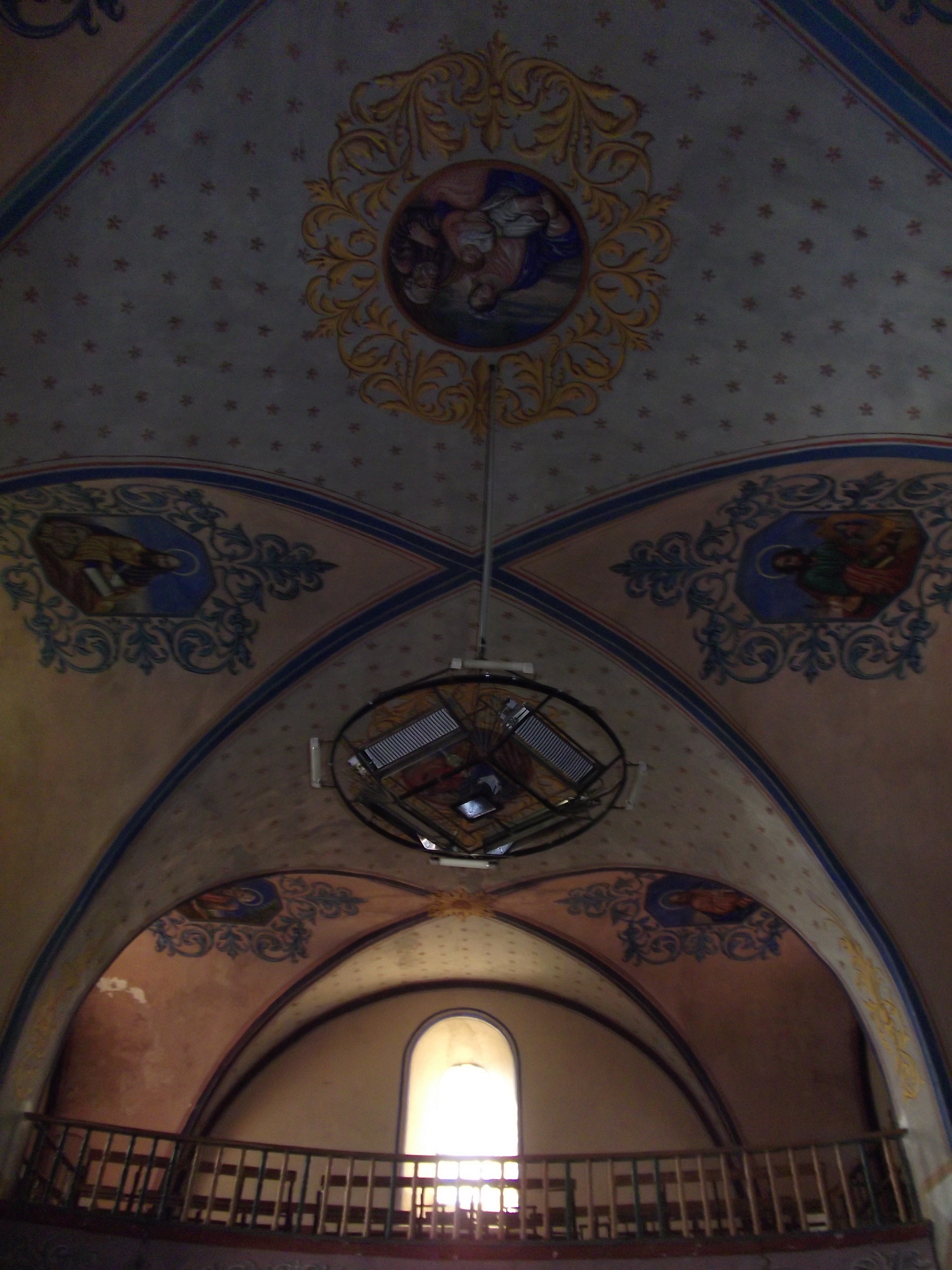
Fresques de l'église.
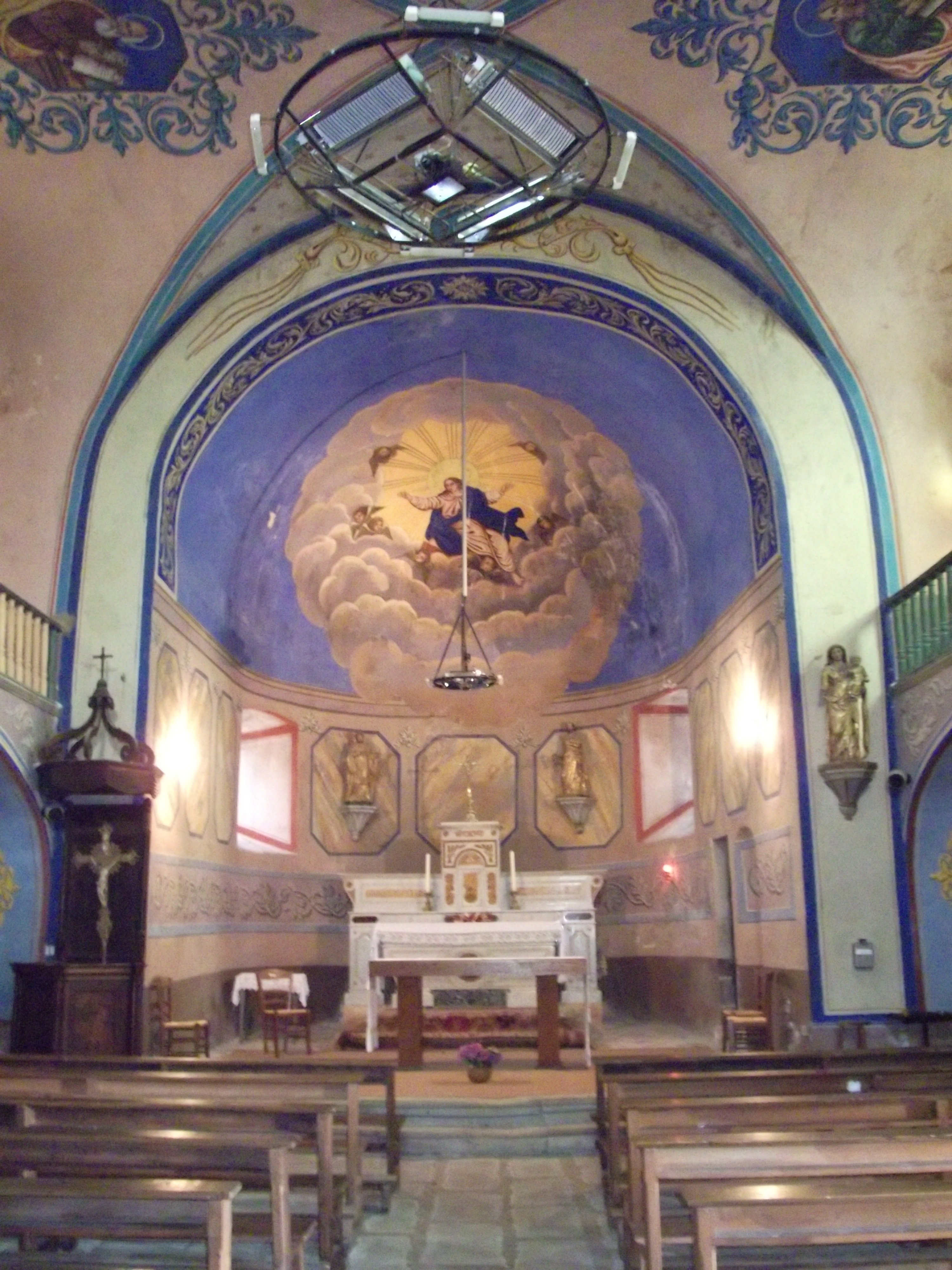
Le chœur de l'église Saint-Andéol.

### Héraldique
|  | Saint-Andéol-de-Vals possède des armoiries dont l'origine et le blasonnement exact ne sont pas disponibles. |